# 峨眉鄉
峨眉鄉（臺灣客家語海陸腔：ngo mi hiongˋ；四縣腔：ngoˇ miˇ hiongˊ）位於臺灣新竹縣南側，為新竹縣以丘陵為主體地形的鄉鎮之一。土地總面積46.8010平方公里，佔新竹縣土地面積3.20%。人口組成以客家族群為主，同時也是全國客家人比例第三高的鄉鎮（僅次於苗栗縣三灣鄉和頭屋鄉），客家人約佔全鄉人口比例95%。此鄉及關西鎮部分地區以四縣腔客語為主，有別於新竹縣大多地區以海陸腔客語為主。

## 歷史
峨眉鄉原稱「月眉」，係因峨眉溪曲流凸岸之半月形沖積河階而得名。日治時期1904年調整部分行政區域，將月眉改為峨眉並沿用至今。峨眉鄉在新竹來自大陸廣東移民漢族先民開發史而言，是屬於較晚開發的地區。清領時期1834年，淡水同知李嗣業命令客籍開墾集團首領姜秀鑾在塹南建隘樓15座，僱募隘丁並分駐巡防。
1835年與竹塹城（今新竹市）內閩籍商人合資成立「金廣福」墾號，以武裝移墾的方式對北埔、峨眉、寶山三鄉原屬台灣原住民賽夏族的生活區域，進行所謂的“防番拓墾”。金廣福墾號經過與原住民族的一連串戰鬥之後，才在各地陸續形成漢族先民聚落；整個區域也在大致底定後，成為了清帝國在台灣的“化內之地”。
日治初期，台灣行政區劃異動頻繁，峨嵋地區隸新竹縣，不久新竹縣又被合併而仍隸臺北縣。直至明治三十四年（1901年）實行二十廳制，峨嵋地區改隸新竹廳北埔支廳，名「月眉區」；大正九年（1920年），又廢除廳、支廳、區，改設州、郡、街庄，月眉區經區劃調整，改制為新竹州竹東郡峨眉庄，並設立庄役場，下轄峨眉、中興、石井、富興、赤柯坪、石硬子、藤坪、十二寮等12個大字，其下有9個小字。1945年（民國34年），日本在第二次世界大戰戰敗投降中華民國，台灣由中華民國政府接收。
民國35年（1946年），峨嵋庄改制為新竹縣竹東區峨眉鄉。民國39年（1950年）廢區，峨眉鄉直隸新竹縣，以迄於今。

## 地理

### 地形
峨眉鄉位於新竹縣之南邊，東與北埔鄉相接，北與寶山鄉毗連，西側及西南與苗栗縣頭份市、三灣鄉、 南庄鄉等三鄉鎮市接壤為界。全鄉面積為46.80平方公里，東西長10.50公里，南北長11.80公里。峨眉鄉地形分屬於竹東丘陵南段及獅頭山山地的丘陵地，全鄉大都是群山層巒疊嶂，但都是屬於500公尺以下的山丘，許多山丘就位在峨眉鄉界上，沿著稜線提供天然的鄉界線。 

### 水文
峨眉鄉絕大部分的河川是屬於中港溪支流峨眉溪流域範圍，只有西北一角水流東、東城附近一帶的小溪澗向西流入苗栗縣水流里的水流東溪除外。峨眉溪主流由東向西流貫峨眉鄉中北部，河流經過之地都是峨眉鄉聚落人口聚集的精華地；除此之外，峨眉溪也為該鄉沖積出寶貴的河谷平原，提供水稻的耕作地。而位在峨眉鄉屬於峨眉溪支流的有石子溪與石井溪這兩條小溪，分別從月眉新村及獅頭坪大橋流入主流。整個峨眉鄉水文方面有三大特徵，除峨眉溪外，還有大埔水庫以及其他散佈在各地的埤塘，構成整個峨眉水文。

### 人口
根據新竹縣峨眉鄉戶政事務所及新竹縣政府民政處統計，2024年底峨眉鄉戶數約2.1千戶，人口約5.1千人。鄉內人口最多與最少的村分別是富興村與石井村，2024年底兩村人口分別為1,454人與556人。峨眉鄉的人口老化與少子化問題嚴重，2024年底時，峨眉鄉人口中0至14歲人口佔比約有6.30%，15至64歲人口佔比63.49%，65歲以上人口則佔比30.21%，老化指數約為479.69%，是新竹縣人口老化程度最高的行政區。

## 政治

### 歷屆鄉長
- 第1屆黃煥智
- 第2-3屆曾新梅
- 第4-5屆徐煥光
- 第6屆曾明嶽
- 第7-8屆徐煥光
- 第9屆黃鏡波〈過世〉
- 第9屆代理徐煥光
- 第9-10屆黃子能
- 第11-12屆溫宏隆
- 第13-14屆溫振隆
- 第15屆陳木桂
- 第16-17屆江寧增
- 第18-19屆王增忠[註 1]
- 田昭容（代理）[5]

### 鄉政組織
峨眉鄉公所是峨眉鄉最高層級的地方行政機關，在中華民國政府架構中為鄉自治的行政機關，同時負責執行縣政府及中央機關委辦事項，峨眉鄉的自治監督機關為新竹縣政府。鄉長由全體鄉民直接選舉產生，任期為四年，可連選連任一次。峨眉鄉公所並置鄉政會議，為鄉政最高決策機構，在鄉長之下，設有5課2室等7個內部單位及3個附屬機關。
峨眉鄉民代表會是峨眉鄉的最高民意機關，代表峨眉鄉全體鄉民立法和監察鄉政。鄉民代表由公民直選選出，任期為四年，可連選連任。峨眉鄉民代表會共有7位鄉民代表，分別為第一選區3席鄉民代表、第二選區4席鄉民代表，主席、副主席由7位鄉民代表互選產生。

### 行政區
| 峨眉鄉行政區劃                                      |
| 石 井 村 富 興 村 中 盛 村 湖光村 七 星 村 峨 眉 村 |

## 產業

### 第一級產業
峨眉鄉由於地屬丘陵，農產品以水稻、茶葉及柑桔為大宗，農村副業以禽畜養殖為主，農牧業人口佔總人口52.84%。可耕地面積為1,950.5公頃，佔全縣總耕地面積6.5%；其中旱田1,339.10公頃，佔全鄉耕地面積的68.7%；水田611.4公頃，全為兩期稻作。稻米雖居農產品產量第一位，但僅供本地自給。目前桶柑年產5,600公噸，佔全台年產量10%，是全國最大的產區。

### 第二級產業
峨眉鄉現有製造業人口佔總人口23.45%，主要從事下列生產： 
- 製茶：工廠以製茶工廠居大多數，尤以「東方美人茶」最富盛名。
- 矽砂工廠。

### 第三級產業
- 傳統商業：峨眉鄉因人口稀少，主要商業活動以傳統式商店（柑仔店）經營日常用品為主。
- 觀光農業：湖光村近年來積極發展觀光農業，目前主要農產品包括： 
  - 白玉苦瓜（產期為六月中旬到八月中旬）
  - 番茄（產期為十月中旬到十二月下旬）
  - 彩色甜椒（產期為十一月上旬到四月下旬）。

## 教育

### 國民中學
- 新竹縣立峨眉國民中學

### 國民小學
- 新竹縣峨眉鄉峨眉國民小學
- 新竹縣峨眉鄉富興國民小學

## 交通

### 公路
- 台3線

### 客運
- 新竹客運
  - 5609竹東-北埔-峨眉-珊珠湖
  - 5626竹東-北埔-峨眉-獅山
- 金牌客運
  - 5700竹北-竹東-北埔-峨眉-獅山
- 苗栗客運
  - 5810竹南-頭份-大埔壩-富興

## 旅遊
- 天恩彌勒佛院（大自然文化世界 （页面存档备份，存于））
- 丹桂宮
- 峨眉湖（大埔水庫）
- 獅頭山風景區
- 水濂洞
- 茶葉展示中心
- 曾家老宅
- 湖光村休閒農業區
- 十二寮休閒園區

## 外部連結
- 峨眉鄉公所 （页面存档备份，存于）